# Pablo Sorozábal
Pablo Sorozábal Mariezcurrena (18. září 1897 San Sebastián – 26. prosince 1988 Madrid) byl španělský dirigent a hudební skladatel baskického původu.

## Život
Narodil se 18. září 1897 v San Sebastiánu, kam jeho rodina přišla z baskického venkova. Od dětství projevoval mimořádný hudební talent. Vydělával si hrou na klavír a na housle v biografech, kavárnách a hrál i v symfonickém orchestru San Sebastián Casino Orchestra pod vedením skladatele Fernandeze Arbose.
V roce 1919 odešel do Madridu a stal se členem Madridského symfonického orchestru, který o rok později uvedl jeho skladbu Capricho español. Kompozici a dirigování pak studoval v Lipsku a v Berlíně. V kompozici dal přednost profesoru a hudebnímu skladateli Friedrichu Kochovi před Arnoldem Schönbergem, neboť nesdílel jeho zaujetí pro atonální hudbu. V Německu také debutoval jako dirigent. Jeho první jevištní prací byla zarzuela Katiuska uvedená v roce 1931 v Barceloně v Teatre Victòria.
Po návratu do Španělska se usadil v Madridu. V letech 1936–1938 řídil městský orchestr a v letech 1945–1952 Madridskou filharmonii. Své účinkování u filharmonie ukončil, když mu nebylo umožněno uvést Leningradskou symfonii Dmitrije Šostakoviče. Jeho opera Juan José byla s velkým úspěchem provedena až po jeho smrti v únoru roku 2009.
Zemřel v Madridu 26. prosince 1988 ve věku 91 let. Jeho smrtí také byla ukončena éra španělských romantických zarzuel.

## Dílo

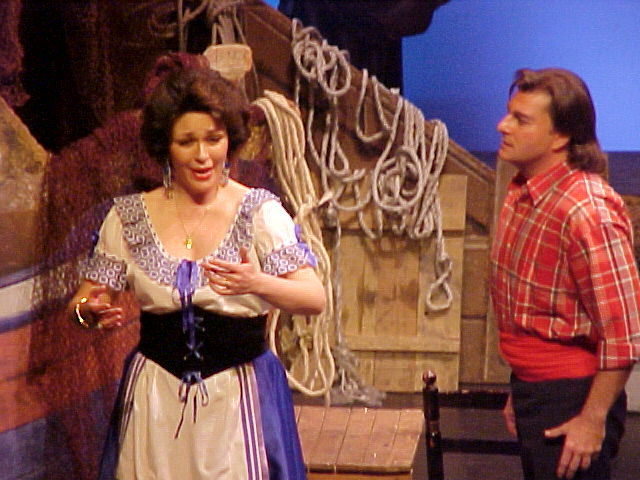
Scéna z provedení zarzuely "La tabernera del puerto" ve Fuerteventuře v roce 2000

### Orchestrální skladby
- 1921 Capricho español
- 1922 Arrosa lilia
- 1922 Bentara noa
- 1922 Kuku bat badut
- 1925 Dos apuntes Vascos
- 1925 Gabiltzan kalez kale
- 1925 Bigarren kalez kale
- 1925 Baserritarra
- 1927 Variaciones sinfónicas sobre un tema vasco "Aoriñoa, norat hoa"
- 1927 Gernikako Arbola
- 1951 Victoriana, orchestrální suita
- 1966 Gernika, baskický smuteční pochod
- Zortziko de las bateleras

### Opery
- 1933 Adiós a la bohemia, libreto: Pío Baroja
- 1968 Juan José

### Zarzuely
- 1931 Katiuska, Barcelona
- 1931 La guitarra de Figaro
- 1934 Sol en la cumbre
- 1934 La del manojo de rosas, Teatro de la Zarzuela, Madrid
- 1934 La casa de las tres muchachas, Teatro de la Zarzuela, Madrid
- 1935 No me olvides, Teatro de la Zarzuela, Madrid
- 1936 La tabernera del puerto, Teatre Tívoli, Barcelona
- 1939 ¡Cuidado con la pintura!', València
- 1941 La Rosario o la Rambla de fin de Siglo
- 1942 Black, el payaso, Coliseum Barcelona
- 1942 La isla de las perlas
- 1943 Don Manolito, Teatro Reina Victoria, Madrid
- 1945 La eterna canción, Principal Palace, Barcelona
- 1948 Los burladores, Teatro Calderón, Madrid
- 1950 Entre Sevilla y Triana, Teatro Circo Price
- 1955 Brindis
- 1954 La ópera de Mogollón, Teatro Fuencarral, Madrid
- 1958 Las de Caín, Teatro de la Zarzuela, Madrid

### Vokální skladby
- 1923 Suite vasca' pro sbor a orchestr, op. 5
- 1929 Set Lieder sobre textos de (písně na texty Heinricha Heineho pro mezzosoprán a orchestr
- 1946 Maite, de la pel·lícula "Jai-Alai", pro sbor a orchestr
- 1952 Nekatxena, suita pro sbor a ženské hlasy
- 1963/1978 Euskalerria pro sbor a orchestr
- 1966 Gernika, kantáta pro sbor a orchestr
- Urzo Luma
- Begi Urdin
- Kanta Berri

### Komorní skladby
- 1988 Variace pro dechový kvintet
- Smyčcový kvartet F-dur
- Eresi, Cant Popular Basc pro housle a klavír
- Inguruko, Dansa Basca pro housle a klavír

### Filmová hudba
- 1940 Jai-Alai
- 1954 Marcelino, pan y vino
- 1960 María, matrícula de Bilbao